# 二級冰磧
二級冰磧（英語：Two Step Moraine）是南極洲的冰磧，位於亞歷山大一世島南部，處於兩步崖，在1993年由英國南極名稱諮詢委員命名，現時由南極條約體系管理。